# 乔治·克利福德三世

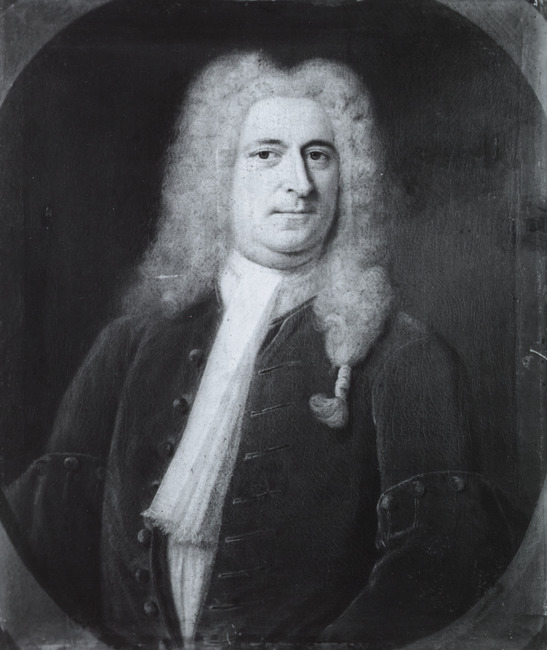

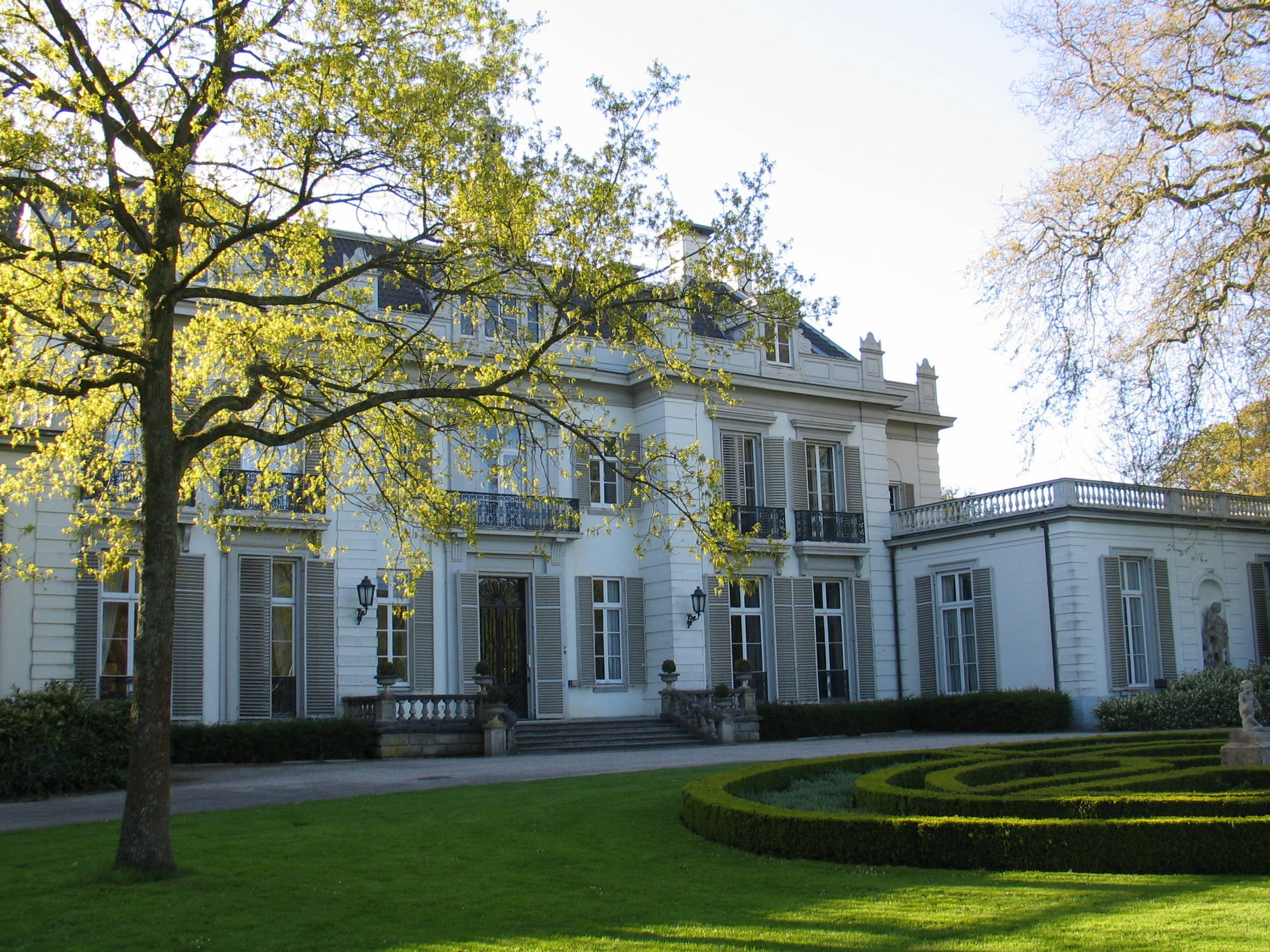
2009的哈特营

乔治·克利福德三世（George Clifford III）(1685年1月7日—1760年4月10日)是一位富有的荷兰银行家以及荷兰东印度公司董事之一。他因其酷爱植物和花园而出名。

## 生平
1685年1月7日出生于阿姆斯特丹，他的房地哈特营拥有丰富的多种多样的植物，他聘请瑞典自然学家卡尔·林奈（他曾于1736-1738年住在克利福德的房地中）撰写《克利福特园》（Hortus Cliffortianus），一本早期植物学文献之杰作，于1738年出版，乔治·狄俄尼索斯·埃雷特（Georg Dionysius Ehret）为其作插图。许多来自克利福德的花园的标本也被林奈研究以写作植物种志（1753年）。

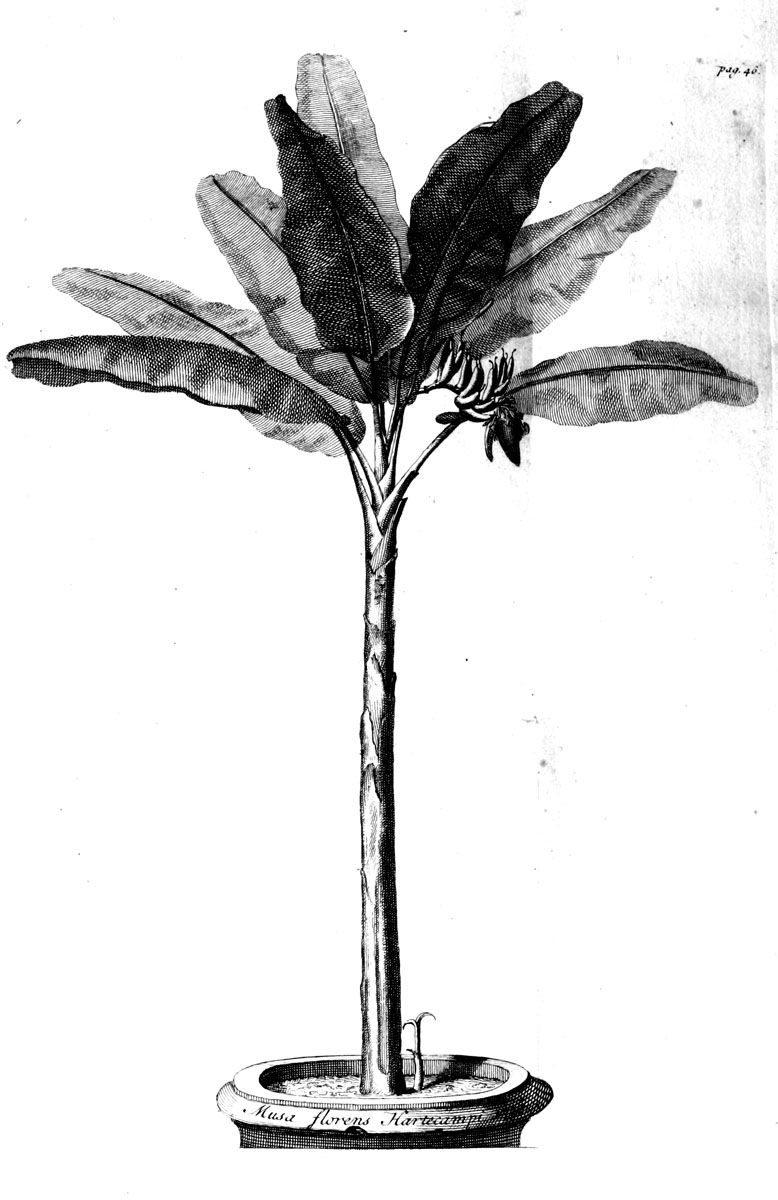
芭蕉属(Musa)的Musa Cliffortiana